# Can Vilar de sa Mutxada
Can Vilar de sa Mutxada és una masia de Calonge (Baix Empordà) protegida com a bé cultural d'interès local.

## Descripció
El mas està format per un conjunt d'edificacions dins d'un pati tancat: residència del propietari, casa del masover, pallisses i corts. La façana està orientada al sud-est i té adossada una torre de planta rectangular de 4 x 3 m amb una alçada d'uns 8 m. Consta de tres plantes i terrat amb balustrada de terra cuita. A la part del davant hi ha dues finestres. Els murs estan arrebossats i emblanquinats, exceptuant els angles i els marcs de portes i finestres on hi ha pedra de granit ben escairada.

## Història
Fins a principis dels anys 1970 el mas tenia terres i s'explotava. Actualment està envoltat d'una urbanització i l'edifici s'ha convertit en un restaurant. Ha estat en aquesta última reforma que s'han eliminat les restes de matacà que la torre encara conservava.